# روبرت جوزيف غريني
روبرت جوزيف غريني هو كاتب للأطفال وكاتب كندي، ولد في 11 يناير 1973.

## وصلات خارجية
- الموقع الرسمي